# RN12 (Mali)
Die RN12 ist eine Fernstraße in Mali, die in Kimparana an der Ausfahrt der RN13 beginnt und in Koutiala an der Zufahrt zur RN10 endet. Sie ist 79 Kilometer lang.